# Первообразная
Первообра́зная для функции {\displaystyle f(x)} (иногда называемая антипроизводной или примити́вной функцией) — это такая функция, производная которой равна {\displaystyle f(x)}. Это одно из важнейших понятий математического анализа вещественной переменной (существуют также обобщения этого понятия для комплексных функций).

## Определение
Первообразной для данной функции {\displaystyle f(x)} называют такую функцию {\displaystyle F(x)}, производная которой равна {\displaystyle f} (на всей области определения {\displaystyle f}), то есть {\displaystyle F'(x)=f(x)}. Нахождение первообразной является операцией, обратной дифференцированию — последнее по заданной функции находит её производную, а найдя первообразную, мы, наоборот, по заданной производной определили исходную функцию.
Первообразные важны тем, что позволяют вычислять определённые интегралы. Если {\displaystyle F} — первообразная интегрируемой непрерывной функции {\displaystyle f}, то:
{\displaystyle \int \limits _{a}^{b}f(x)\,dx=F(b)-F(a).}
Это соотношение называется формулой Ньютона — Лейбница.
Технически нахождение первообразной заключается в вычислении неопределённого интеграла для {\displaystyle f(x)}, а сам процесс называется интегрированием. О применении этой теории в геометрии см. Интегральное исчисление.
Пример: функция {\displaystyle F(x)={\frac {x^{3}}{3}}} является первообразной для {\displaystyle f(x)=x^{2},} потому что {\displaystyle F'(x)=f(x).}

## Неоднозначность
Если {\displaystyle F} — первообразная для {\displaystyle f}, то любая функция, полученная из {\displaystyle F} добавлением константы: {\displaystyle G(x)=F(x)+C} тоже является первообразной для {\displaystyle f}. Таким образом, если функция имеет первообразную, то она входит в целое семейство первообразных {\displaystyle F(x)+C,} которое называется неопределённым интегралом {\displaystyle f(x)} и записывается в виде интеграла без указания пределов:
{\displaystyle \int f(x)\,dx}
Верно и обратное: если {\displaystyle F} — первообразная для {\displaystyle f}, и функция {\displaystyle f} определена на каком-либо интервале, тогда каждая первообразная {\displaystyle G} отличается от {\displaystyle F} на константу: всегда существует число {\displaystyle C}, такое что {\displaystyle G(x)=F(x)+C} для всех {\displaystyle x}. Графики таких первообразных смещены вертикально относительно друг друга, и их положение зависит от значения {\displaystyle C.} Число {\displaystyle C} называют постоянной интегрирования.
Например, семейство первообразных для функции {\displaystyle x^{2}} имеет вид: {\displaystyle F(x)={\frac {x^{3}}{3}}+C}, где {\displaystyle C} — любое число.
Если область определения функции {\displaystyle f} не является сплошным интервалом, то её первообразные не обязаны отличаться на константу. Так, например, функция {\displaystyle {\frac {1}{x^{2}}}} не существует в нуле, поэтому её область определения состоит из двух интервалов: {\displaystyle x>0} и {\displaystyle x<0.} Соответственно получаются два независимых семейства первообразных на этих интервалах: {\displaystyle -{\frac {1}{x}}+{\hat {C}}}, где {\displaystyle {\hat {C}}} является константой при {\displaystyle x>0} и, вообще говоря, другой константой при {\displaystyle x<0}:
{\displaystyle {\hat {C}}(x)=\left\{{\begin{aligned}C_{1},{\text{ если }}x<0\\C_{2},{\text{ если }}x>0\end{aligned}}\right.}

## Существование
Каждая непрерывная функция {\displaystyle f} имеет первообразную {\displaystyle F}, одна из которых представляется в виде интеграла от {\displaystyle f} с переменным верхним пределом:
{\displaystyle F(x)=\int \limits _{a}^{x}f(t)\,dt.}
Также существуют не непрерывные (разрывные) функции, которые имеют первообразную. Например, {\displaystyle f(x)=2x\sin {\frac {1}{x}}-\cos {\frac {1}{x}}} с {\displaystyle f(0)=0} не непрерывна при {\displaystyle x=0}, но имеет первообразную {\displaystyle F(x)=x^{2}\sin {\frac {1}{x}}} с {\displaystyle F(0)=0}. Для разрывных ограниченных функций вместо интеграла Римана удобно использовать более общий интеграл Лебега. Необходимыми условиями существования первообразной являются принадлежность функции {\displaystyle f} первому классу Бэра и выполнение для неё свойства Дарбу.
Многие первообразные, даже несмотря на то, что они существуют, не могут быть выражены через элементарные функции (то есть через многочлены, экспоненциальные функции, логарифмы, тригонометрические функции, обратные тригонометрические функции и их комбинации). Например:
{\displaystyle \int e^{-x^{2}}\,dx,\qquad \int {\frac {\sin(x)}{x}}\,dx,\qquad \int {\frac {1}{\ln x}}\,dx}.
Для таких функций интеграл от них, если он существует, может быть вычислен приближённо с помощью численного интегрирования.

## Свойства первообразной
- Первообразная суммы функций равна сумме первообразных для слагаемых.
- Первообразная произведения константы и функции равна произведению константы и первообразной функции.
- У всех функций, непрерывных на отрезке, существуют и первообразная, и интеграл по Риману. Однако в общем случае существование первообразной и интегрируемость функции не связаны[4]:
  - Функция знака (sgn) интегрируема по Риману, но не имеет первообразной (из-за разрыва в нуле).
  - У функции {\displaystyle f(x)=x^{2}\sin {\frac {1}{x^{2}}}} (положим также {\displaystyle f(0)=0}) на отрезке {\displaystyle [-1,1]} имеется конечная производная {\displaystyle g(x);} таким образом, у функции {\displaystyle g(x)} существует первообразная (а именно, {\displaystyle f(x)}), но {\displaystyle g(x)} не ограничена на {\displaystyle [-1,1]} и поэтому не интегрируема по Риману.

## Техника интегрирования
Нахождение первообразных значительно сложнее, чем нахождение производных. Для этого имеется несколько методов:
- линейность интегрирования позволяет разбивать сложные интегралы на части,
- интегрирование подстановкой, часто применяемое вместе с тригонометрическими тождествами или натуральным логарифмом,
- интегрирование по частям для операций с произведениями функций,
- метод обратной цепочки, особый случай интегрирования по частям,
- метод интегрирования рациональных дробей позволяет интегрировать любые рациональные функции (дроби с полиномами в числителе и знаменателе),
- алгоритм Риша — алгоритм для интегрирования любых элементарных функций,
- некоторые интегралы можно найти в таблицах, см. Категория:Списки интегралов,
- при многократном интегрировании можно использовать дополнительную технику, для примера см. двойной интеграл и полярные координаты, Якобиан и теорема Стокса,
- Системы компьютерной алгебры помогают автоматизировать некоторые вышеприведённые символьные операции (в частности алгоритм Риша), что очень удобно, когда алгебраические вычисления становятся слишком громоздкими.